# Навуходоносор III
Навуходоно́сор III (Набу́-куду́рри-у́цур (III), аккад. Nabû-kudurri-ușur, букв. «Набу первенца храни»; в Бехистунской надписи — Ниди́нту-Бел) — руководитель антиперсидского восстания в Вавилонии в 522 г. до н. э., царь Вавилона (октябрь — декабрь 522 г. до н. э.); происхождение и личность точно не установлены.

## Ситуация к началу восстания в Вавилонии
Вавилония вошла в состав Персидской державы на правах личной унии, сохранив определённую автономию. После смерти Кира Великого в 530 г. до н. э., трон Ахеменидской державы занял Камбиз II. Его мероприятия по укреплению центральной власти натолкнулись на сопротивление персидской родовой знати. Кампания Камбиза II по завоеванию Египта привела к отягощению налогового бремени и повинностей в регионах, в том числе и в Вавилонии. В марте 522 г. до н. э. в Персии произошёл государственный переворот. У власти закрепился младший брат Камбиза II Бардия, который сразу был признан в Вавилонии, а вскоре — и в остальных регионах. Бардия пошёл на уступки регионам, отменив повинности, но продолжил борьбу с персидской знатью. Спустя несколько месяцев представители последней организовали убийство Бардии и избрали из своей среды нового царя — Дария I. Позднее, в Бехистунской надписи, Дарий укажет, что был убит не Бардия, сын Кира, а самозванец — маг Гаумата, якобы выдававший себя за Бардию. Переворот вызвал массовое восстание регионов. В Вавилонии сразу же после убийства Бардии был провозглашён новый царь — Навуходоносор III.

## Личность Навуходоносора III
В Бехистунской надписи говорится, что Нидинту-Бел провозгласил себя сыном Набонида и стал править под именем Навуходоносора (III). Настоящим его отцом в персидском и эламском варианте назван некий Айнайра, в аккадском — некий Кинзер, zazakku (титул высокопоставленного чиновника налогового аппарата). Э. Фойгтлендер предположил, что имя «Айнайра» — персидская передача эламского слова hānara (в перс. варианте ainaira), являющееся лишь профессиональным обозначением, однако эта точка зрения вызывает сомнение у некоторых исследователей. Нельзя исключать и того, что Нидинту-Бел действительно был сыном Набонида: на рельефе с Бехистунской скалы он изображён пожилым человеком, а после подавления восстания Дарий не выставил его напоказ народу как он это делал с самозванцами.

## Участие в восстании, поражение и смерть
Восстание началось стремительно, по словам Дария «весь вавилонский народ перешёл к Нидинту-Белу, Вавилон стал мятежным, он захватил царство». Документ из Сиппара, датируемый 3 октября 522 г. до н. э. свидетельствует о том, что к тому времени Навуходоносор уже принял титул «царь Вавилона, царь стран».
Тем временем, Дарий был занят военными действиями против Ассины, поднявшим восстание в Эламе. Лишь подавив этот мятеж Дарий начал поход в Вавилонию, который он возглавил лично. 13 декабря у переправы через Тигр состоялась первая битва. Составители Бехистунской надписи указывают, что войско Дария переправилось через реку с конями и верблюдами и наголову разбило войско Нидинту-Бела.
Спустя пять дней, 18 декабря, состоялась вторая битва — возле Евфрата, у местности Зазана. В персидском и эламском вариантах указывается, что часть вавилонского войска «была брошена в воду (и) вода унесла её». В аккадском варианте Дарий утверждает, что все сторонники Нидинту-Бела были убиты, что он не стал брать пленных.
Потерпев поражение при Зазане, Навуходоносор III «с немногими всадниками» бежал в Вавилон. Дарий осадил и вскоре взял город. Нидинту-Бел был казнён; в аккадском варианте — он был посажен на кол в числе 49 других мятежников-вавилонян.
Правление Нидинту-Бела заняло около трёх месяцев.